# كشف المحجوب للهجويري
كشف المحجوب للهجويري هذا الكتاب هو الوحيد الذي بقي ووصل إلينا بين مؤلفات الشيخ الهجويري المتوفي: سنة 465هـ وقد كتبه باللغة الفارسية. ترجمته للعربية الدكتورة إسعاد عبد الهادي قنديل ط دار النهضة بيروت 1980 م۔ ويعد هذا الكتاب أقدم كتاب في التصوف باللغة الفارسية وأول كتاب منظم في الأصول النظرية والعملية للتصوف ولا نعلم تحديداً تاريخ كتابة هذا الكتاب لكن بعض الباحثين يرجحون أنه كتب بين سنتي 435هـ و442هـ.كتاب "كشف المحجوب"، وهو من أقدم كتب التصوف، الترجمة الإنجليزية، نيكلسون، ليدن لندن سنة 1911يشتمل الكتاب على 25 قسماً تكلم فيها المؤلف (أبو الحسن علي بن عثمان بن أبو علي الجلابي الهجويري الغزنوي الأصول النظرية والعملية للتصوف، وقدم فيه تراجم لكثير من أعلام التصوف الإسلامي، كما حوى تعريفا بكثير من الطرق الصوفية والعقائد الدينية.